# Félix Adolphe Robillot
Pour l’article homonyme, voir Robillot.
Félix Adolphe Robillot né le 13 février 1865 à Poitiers et mort le 24 août 1943 dans la même ville, est un officier de cavalerie français, général de division, grand-croix de la Légion d'honneur.

## Biographie
Il est le fils de Nicolas Robillot (1826-1905), général, et de Thérèse Parent.
Saint-Cyrien promotion "de Fou-Tchéou" (1884-1886), élève à l'École d'application de Cavalerie, il est sous-lieutenant au 5e Hussards le 1er octobre 1887, lieutenant au 6e régiment de chasseurs d'Afrique (6e RCA) le 29 décembre 1890. 
Capitaine de cavalerie, il commande les troupes de la mission Gentil vers le lac Tchad en 1899 et occupe Kouno sur le Chari (octobre 1899). En avril 1900, il participe à la Bataille de Kousséri où est tué Rabah. Il est alors chargé de poursuivre les fuyards. 
Du 30 septembre 1917 au 1er janvier 1919, il dirige le 2e corps de cavalerie lors de la Première Guerre mondiale. En mars 1918, durant l'offensive du printemps, il participe à la contre-attaque de Montdidier et dirige le 2e corps de cavalerie et les 22e division d'infanterie et 62e division d'infanterie. 
Le 21 décembre 1926, il est élevé à la dignité de grand-croix de la Légion d'honneur.
Il termine sa carrière comme commandant de la division d’occupation de Tunisie puis inspecteur général de la cavalerie.

## Décorations
- Grand-croix de la Légion d'honneur (21 décembre 1926) 
  -  Grand officier de la Légion d'honneur (10 juillet 1920)
  -  Commandeur de la Légion d'honneur (20 novembre 1914)
  -  Officier de la Légion d'honneur (10 juillet 1907)
  -  Chevalier de la Légion d'honneur (26 décembre 1894)
- Croix de guerre 1914–1918

## Publication
- Reconnaissance et organisation du Bas-Chari, La Géographie, 1902, p. 155-164
- « Notes sur le Ouadaï », Rev. de géo, 1902 .